# Carnation (Oregon)
Carnation az Amerikai Egyesült Államok Oregon államának Washington megyéjében elhelyezkedő egykori önkormányzat nélküli település, Forest Grove része. A fehér telepesek korábban South Forest Grove-nak (Dél-Forest Grove) nevezték, de később felvette a Carnation Milk Products Company tejipari cég egyik márkájának nevét.
Az 1905. május 20-a és 1906, valamint 1914-től körülbelül 1933-ig működő posta első vezetője Clarence L. Bump volt.{ Az Oregon and California Railroad Forest Grove-ig tartó villamosa 1906-tól 1911-ig közlekedett.
A Forest Grove-i tűzoltóság lefedettségébe tartozik. Itt található Alvin T. Smith lakóháza, valamint a SakéOne sörfőzde és -kóstoló.

## Fordítás
- Ez a szócikk részben vagy egészben  a   Carnation, Oregon című angol Wikipédia-szócikk ezen változatának fordításán alapul.  Az eredeti cikk szerkesztőit annak laptörténete sorolja fel. Ez a jelzés csupán a megfogalmazás eredetét és a szerzői jogokat jelzi, nem szolgál a cikkben szereplő információk forrásmegjelöléseként.